# Várnakas
Várnakas, en grec moderne : Βάρνακας, est un village du dème de Xirómero, district régional d’Étolie-Acarnanie, en Grèce-Occidentale.
Selon le recensement de 2011, la population du village s'élève à 342 habitants.